# Lil Mosey
Lathan Moses Stanley Echols (Mountlake Terrace, Washington; 25 de enero de 2002), conocido artísticamente como Lil Mosey, es un rapero estadounidense. Saltó a la fama en 2017 con el lanzamiento de su sencillo «Pull Up». El álbum debut de estudio de Mosey, Northsbest (2018), incluyó su primer sencillo Billboard Hot 100, «Noticed». 
Su segundo álbum, «Certified Hitmaker» (2019), alcanzó el número 12 en el Billboard 200 de Estados Unidos. En 2020, Mosey lanzó el sencillo más alto de su carrera, «Blueberry Faygo», que alcanzó el número 8 en el Billboard Hot 100.

## Biografía

### Primeros años
Lathan Moses Stanley Echols nació el 25 de enero de 2002 en Mountlake Terrace, Washington, de madre blanca y padre mitad puertorriqueño y mitad africano. Fue criado por su madre en el lado norte de Seattle. Comenzó a rapear en su adolescencia y comenzó su carrera musical en octavo grado. Echols asistió por primera vez a Mountlake Terrace High School, luego se transfirió a Shorecrest High School en el décimo grado. Más tarde abandonó la escuela tras el éxito de su canción «Pull Up» y continuó con su carrera, dirigiéndose a Los Ángeles para grabar.

### Vida privada
En abril de 2021, Echols fue acusado de violación en segundo grado en Lewis, Washington. estuvo en libertad bajo fianza, y el juicio comenzó en febrero de 2023. El 2 de marzo de 2023, Mosey fue absuelto de todos los cargos.

## Carrera musical
En 2016, Lil Mosey subió su primera canción, titulada «So Bad», al servicio de transmisión de música SoundCloud, que recibió rápidamente 50,000 visitas. El 13 de noviembre de 2016, Mosey compitió y ocupó el cuarto lugar en la edición Coast 2 Coast Live Seattle.
«Pull Up» fue la primera canción lanzada de Lil Mosey y sirvió como su primer sencillo comercial. Su vídeo musical alcanzó más de 25 millones de visitas en YouTube en los primeros 16 meses después de su lanzamiento. El 8 de noviembre de 2017 Mosey lanzó su segundo sencillo titulado "Lame Shit", el cual alcanzó millones de visitas en la misma plataforma. El 14 de marzo de 2018, Mosey lanzó su tercer sencillo comercial «Boof Pack». Su vídeo musical recibió más de 13 millones de visitas en YouTube en poco más de un año después de su lanzamiento. Alrededor de 4 meses después, el rapero lanzó «Noticed» como su tercer sencillo comercial junto a un vídeo musical dirigido por Cole Bennett, también con la ayuda de Jesús Sevilla, su primo. El vídeo musical fue visto poco menos de 190 millones de veces en las primeras dos semanas de su lanzamiento.
El 19 de octubre de 2018, lanzó su álbum debut de estudio titulado Northsbest, que incluye sus tres sencillos comerciales y otras ocho pistas. El único destacado del álbum es BlocBoy JB.
El 8 de noviembre de 2019, lanzó su segundo álbum de estudio, Certified Hitmaker. El álbum fue reeditado el 7 de febrero de 2020, con el lanzamiento del sencillo «Blueberry Faygo». La canción más tarde se convirtió en su canción con el pico más alto en el Billboard Hot 100, alcanzando su punto máximo en el número 8, y tuvo una buena trayectoria internacional. El 26 de junio de 2020, Lil Mosey lanzó el sencillo «Back at It» con Lil Baby. El sencillo aparecerá en la próxima edición de lujo de Certified Hitmaker.
En mayo del 2022 lanzó "Bipolar" junto al trapero Argentino Lit Killah.

### Actuaciones en vivo

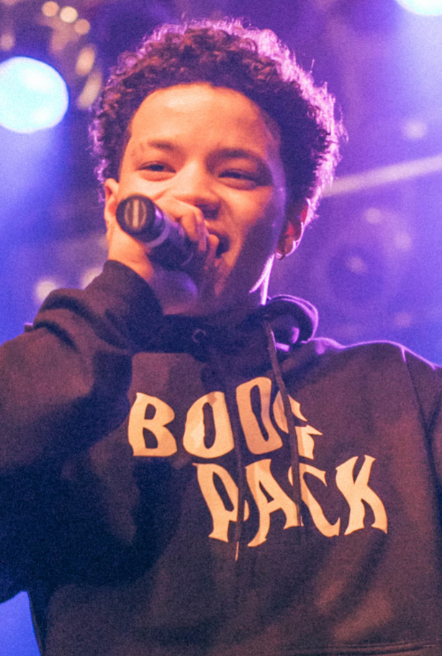
Mosey en concierto en Canadá en 2018.

Lil Mosey ha estado de gira con los raperos Smooky MarGielaa, Lil Tjay, Polo G y Smokepurpp. En 2018, Lil Mosey estaba de gira con Juice WRLD y Cordae, sirviendo como el acto de apertura del WRLD Domination Tour de Juice Wrld. También recibió una firma conjunta de Lil Xan, y dice que su primera actuación real en vivo como artista establecido fue cuando Lil Xan lo llevó al escenario durante su concierto en Seattle. El rapero también actuó en Rolling Loud en 2018. Lil Mosey también ha estado de gira con Sauve y Bandkidjay. Ha ofrecido actuaciones gratuitas, como una en Seattle para una colecta de juguetes para bebés. Realizó una gira por Europa, Canadá y Estados Unidos en el Certified Hitmaker Tour.

### Estilo
Lil Mosey es conocido por su flujo melódico y letras que se adaptan a su vida. Cuando se le preguntó si el término «mumble rap» se aplica a él en una entrevista con Complex, Lil Mosey dice «No me consideraría un rapero murmurador, porque no sé qué es eso. Pero cuando hablo Murmuro.» Aunque Lil Mosey no considera que su sonido sea similar al de  Meek Mill, sí considera que el rapero es una influencia, ya que en una entrevista con XXL Magazine, describe cómo siempre escucharía la canción de Meek Mill «Dreams y pesadillas» cuando era más joven. Cuando se le preguntó en la misma entrevista sobre las comparaciones que había hecho, Mosey respondió «En cuanto a la música, me compararán con Drake».

## Discografía

### Álbumes de estudio
| Álbum              | Detalles | Posiciones en listas | Posiciones en listas | Posiciones en listas | Posiciones en listas | Posiciones en listas | Posiciones en listas | Posiciones en listas | Posiciones en listas | Posiciones en listas | Certificaciones |
| Álbum              | Detalles | US                   | AUS                  | BEL (FL)             | CAN                  | DEN                  | NLD                  | NOR                  | SWE                  | UK                   | Certificaciones |
| ------------------ | --- | -------------------- | -------------------- | -------------------- | -------------------- | -------------------- | -------------------- | -------------------- | -------------------- | -------------------- | --------------- |
| Northsbest         | - Lanzamiento: 19 de octubre de 2018 - Sello: Mogul Vision, Interscope - Formato: Descarga digital, CD, streaming  | 29                   | —                    | 167                  | 20                   | 35                   | 96                   | 16                   | 26                   | —                    | - RIAA: Oro     |
| Certified Hitmaker | - Lanzamiento: 8 de noviembre de 2019 - Sello: Mogul Vision, Interscope - Formato: Descarga digital, CD, streaming | 12                   | 91                   | 130                  | 8                    | —                    | 32                   | 15                   | 45                   | 67                   |                 |

### Sencillos
| Sencillo                                   | Año  | Posiciones en listas | Posiciones en listas | Posiciones en listas | Posiciones en listas | Posiciones en listas | Posiciones en listas | Posiciones en listas | Posiciones en listas | Posiciones en listas | Posiciones en listas | Certificaciones                                                         | Álbum                       |
| Sencillo                                   | Año  | US                   | US R&B/HH            | AUS                  | CAN                  | CZE                  | IRE                  | NZ                   | POR                  | SWE Heat.            | UK                   | Certificaciones                                                         | Álbum                       |
| ------------------------------------------ | ---- | -------------------- | -------------------- | -------------------- | -------------------- | -------------------- | -------------------- | -------------------- | -------------------- | -------------------- | -------------------- | ----------------------------------------------------------------------- | --------------------------- |
| «Pull Up»                                  | 2017 | —                    | —                    | —                    | —                    | —                    | —                    | —                    | —                    | —                    | —                    | - RIAA: Oro                                                             | Northsbest                  |
| «Lame Shit»                                | 2017 | —                    | —                    | —                    | —                    | —                    | —                    | —                    | —                    | —                    | —                    | —                                                                       |                             |
| «Boof Pack»                                | 2018 | —                    | —                    | —                    | —                    | —                    | —                    | —                    | —                    | —                    | —                    | —                                                                       | Northsbest                  |
| «Noticed»                                  | 2018 | 80                   | 37                   | —                    | 50                   | 81                   | 67                   | —                    | 67                   | 1                    | —                    | - RIAA: 2× Platino                                                      | Northsbest                  |
| «Yoppa» (con BlocBoy JB)                   | 2018 | —                    | —                    | —                    | —                    | —                    | —                    | —                    | —                    | —                    | —                    |                                                                         | Northsbest                  |
| «Bust Down Cartier»                        | 2019 | —                    | —                    | —                    | —                    | —                    | —                    | —                    | —                    | —                    | —                    | —                                                                       | Sin álbum                   |
| «G Walk» (con Chris Brown)                 | 2019 | —                    | —                    | —                    | —                    | —                    | —                    | —                    | —                    | —                    | —                    | —                                                                       | Certified Hitmaker          |
| «Stuck in a Dream» (ft Gunna)              | 2019 | 62                   | 30                   | 92                   | 34                   | —                    | 82                   | —                    | —                    | 6                    | 83                   | - RIAA: Platino                                                         | Certified Hitmaker          |
| «Live This Wild»                           | 2019 | —                    | —                    | —                    | 80                   | —                    | —                    | —                    | —                    | —                    | —                    | —                                                                       | Certified Hitmaker          |
| «Blueberry Faygo»                          | 2020 | 8                    | 6                    | 16                   | 8                    | 17                   | 6                    | 10                   | 28                   | 1                    | 9                    | - RIAA: Platino - ARIA: Platino - MC: 2× Platino - RMNZ: Oro - BPI: Oro | Certified Hitmaker          |
| «Only the Team» (con Rvssian and Lil Tjay) | 2020 | —                    | —                    | —                    | —                    | —                    | —                    | —                    | —                    | —                    | —                    | —                                                                       | Sin álbum                   |
| «Vicious» (con Tate McRae)                 | 2020 | —                    | —                    | —                    | —                    | —                    | —                    | —                    | —                    | —                    | —                    | —                                                                       | Sin álbum                   |
| «Back at It» (ft Lil Baby)                 | 2020 | —                    | —                    | —                    | —                    | —                    | —                    | —                    | —                    | —                    | —                    | —                                                                       | Certified Hitmaker (Deluxe) |

### Otras canciones figura y certificadas
| Título              | Año  | Posiciones en listas | Posiciones en listas | Posiciones en listas | Posiciones en listas | Certificaciones | Álbum              |
| Título              | Año  | US                   | US R&B/HH            | CAN                  | NZ Hot               | Certificaciones | Álbum              |
| ------------------- | ---- | -------------------- | -------------------- | -------------------- | -------------------- | --------------- | ------------------ |
| «Kamikaze»          | 2018 | 97                   | 47                   | 89                   | —                    | - RIAA: Platino | «Northsbest»       |
| «Burberry Headband» | 2018 | —                    | —                    | —                    | —                    | - RIAA: Oro     | «Northsbest»       |
| «Greet Her»         | 2018 | —                    | —                    | —                    | —                    | - RIAA: Oro     | «Northsbest»       |
| «So Fast»           | 2019 | —                    | —                    | —                    | 37                   |                 | Certified Hitmaker |